# Three Men in a Boat (1933)
Three Men in a Boat é um filme de comédia britânico de 1933, dirigido por Graham Cutts e estrelado por William Austin, Edmund Breon, Billy Milton e Davy Burnaby. É baseado no romance homônimo de Jerome K. Jerome.

## Elenco
- William Austin ... Harris
- Edmund Breon ... George
- Billy Milton ... Jimmy
- Davy Burnaby ... Sir Henry Harland
- Iris March ... Peggy
- Griffith Humphreys ... Sargento
- Stephen Ewart ... Doutor
- Victor Stanley ... Cockney
- Frank Bertram ... peixeiro
- Sam Wilkinson ... Agente de Polícia
- Winifred Evans ... Lady Harland